# Мовна сім'я

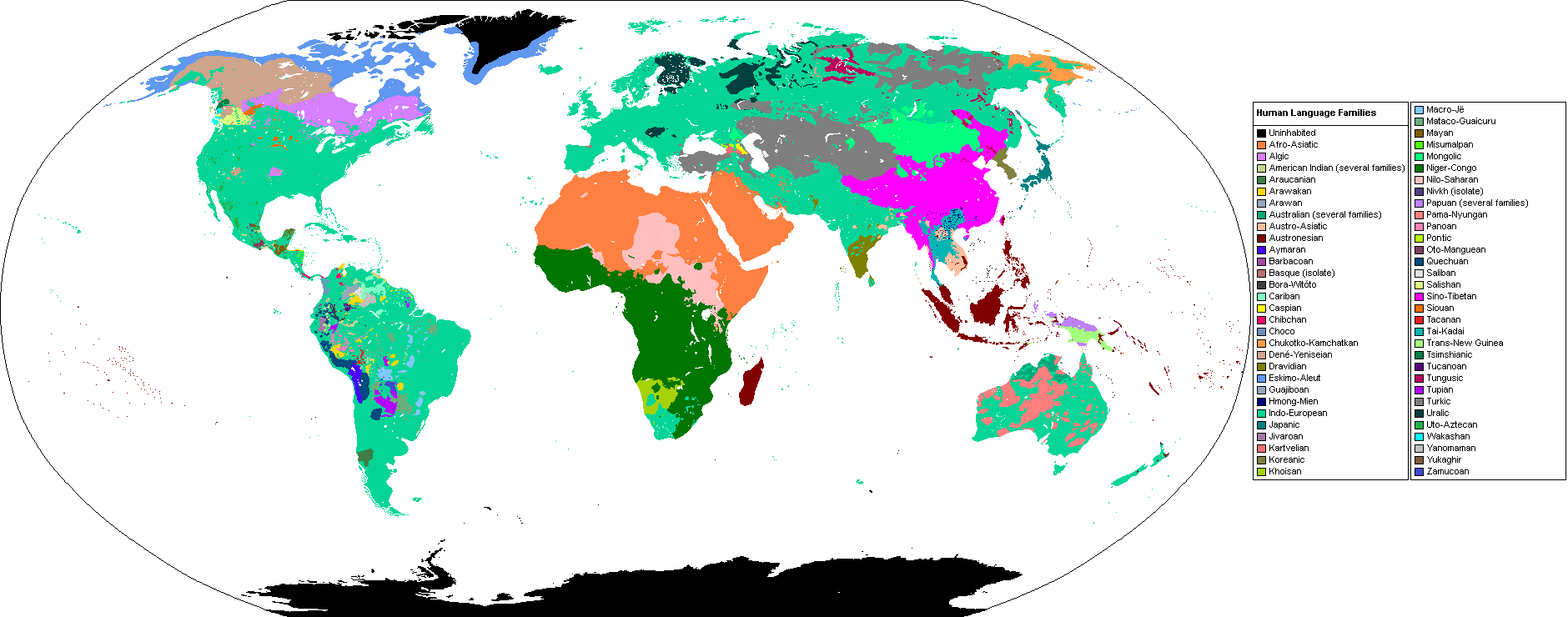
Карта поширення мовних сімей людства

Мовна сім'я — група мов, пов'язаних походженням від єдиної спільної мови (батьківської), тобто прото-мови. Термін «сім'я» відображає генеалогічну модель виникнення мови в історичній лінгвістиці, яка використовує метафори, що порівнює мови з людьми в їхньому генеалогічному дереві та застосовує до них методи еволюційної таксономії. Лінгвісти описують дочірні мови в межах мовної сім'ї як генетично пов'язані.

## Мовні сім'ї
У сучасному світі нараховується близько 5 тис. різних мов. Детально встановити їх кількість дуже важко, окремі куточки планети Земля недостатньо вивчені в лінгвістичному відношенні.
Головними мовними сім'ями на планеті виступають: індоєвропейська, китайсько-тибетська, нігеро-кордофанська, семіто-хамітська (афроазійська), австронезійська, дравідійська, алтайська, австроазійська, ніло-сахарська, кавказька, уральська, койсанська, ескімосько-алеутська, чукотсько-камчатська мовні сім'ї. Умовно виділяють недостатньо вивчені сім'ї андаманців, папуасів, австралійців-аборигенів, американських індіанців.
Відокремлене положення займають такі великі мови, як японська (123 млн мовців), корейська (80 млн мовців); також баскська, юкагірська, бурська та нівхська.

### Індоєвропейська
Індоєвропейська мовна сім'я поділяється на 10 мовних груп (індоарійська, романська, германська, слов'янська та інші), що об'єднують близько 100 різних мов, якими розмовляє 44,8 % населення світу. До найбільш поширених мов цієї сім'ї належать: англійська (450 млн мовців), гінді (260 млн мовців) і урду (70 млн мовців), іспанська (300 млн мовців), бенгальська (240 млн мовців), російська (240 млн мовців), португальська (170 млн мовців), німецька (100 млн мовців), французька (100 млн мовців), українська (понад 50 млн мовців). Лінгвісти вважають, що мови цієї сім'ї виникли на межі Південно-Східної Європи і Західної Азії на початку нашої ери і розповсюдилися від країн Західної Європи до Індо-Гангської низовини. У XVI—XIX століттях мови цієї сім'ї поширились по всіх континентах світу.

### Сино-тибетська
Сино-тибетська мовна сім'я друга за кількістю мовців, нею розмовляє 22,6 % населення світу. Китайською мовою на початку 2010-х років розмовляло понад 1,3 млрд осіб. Територіально займає дуже компактну територію Східної і Південно-Східної Азії.

### Нігеро-кордофанська
Мовами нігеро-кордофанської мовної сім'ї розмовляє 6 % населення світу. Поширені у Африці на південь від Сахари.

### Семіто-хамітська
Мовами семіто-хамітської мовної сім'ї (афроазійської) розмовляє 5,6 % населення світу. Арабська мова налічує близько 240 мільйонів мовців. Поширені у Північній Африці та на Близькому Сході.

### Австронезійська
Мовами австронезійської мовної сім'ї розмовляє 4,9 % населення світу, індонезійська мова налічує 250 млн мовців. Поширені на островах Тихого океану, Зондському архіпелазі й Тайвані (Азія), Мадагаскарі (Африка).

### Дравідійська
Мовами дравідійської мовної сім'ї розмовляє 3,9 % населення світу. Приблизно 85 мов, поширених на півдні Індостану.

### Алтайська
Алтайська мовна сім'я. Мови тюркських, монгольських і тунгусо-маньчжурських народів, що населяють широкий пояс в Азії від Туреччини до Кореї. Загалом 550 млн мовців.

### Австроазійська
Австроазійська мовна сім'я об'єднує понад 150 мов, поширених у континентальній частині Південно-Східної та Південної Азії. Близько 117 млн мовців.

### Ніло-сахарська
Ніло-сахарська поширена у Східному Судані (Африка).

### Кавказька
Кавказька мовна сім'я об'єднує приблизно 40 місцевих мов Кавказу, якими говорять 12 млн людей.

### Уральська
Мовами уральської мовної сім'ї говорять фінів, саамів, угорців, хантів, мансі та інші народи, що населяють північ Європи і Західного Сибіру. Загалом 22 млн мовців.

### Койсанська
Койсанська мовна сім'я. Зникаюча невелика мовна сім'я народів пустельної частини півдня Африки.

### Ескімосько-алеутська
Ескімосько-алеутська мовна сім'я. Зникаюча невелика мовна сім'я корінних народів крайньої півночі Північної Америки.

### Чукотсько-камчатська
Чукотсько-камчатська. Зникаюча невелика мовна сім'я народів Камчатки і Чукотки. 13 тис. мовців.